# Reforma systemu oświaty z 2017 roku

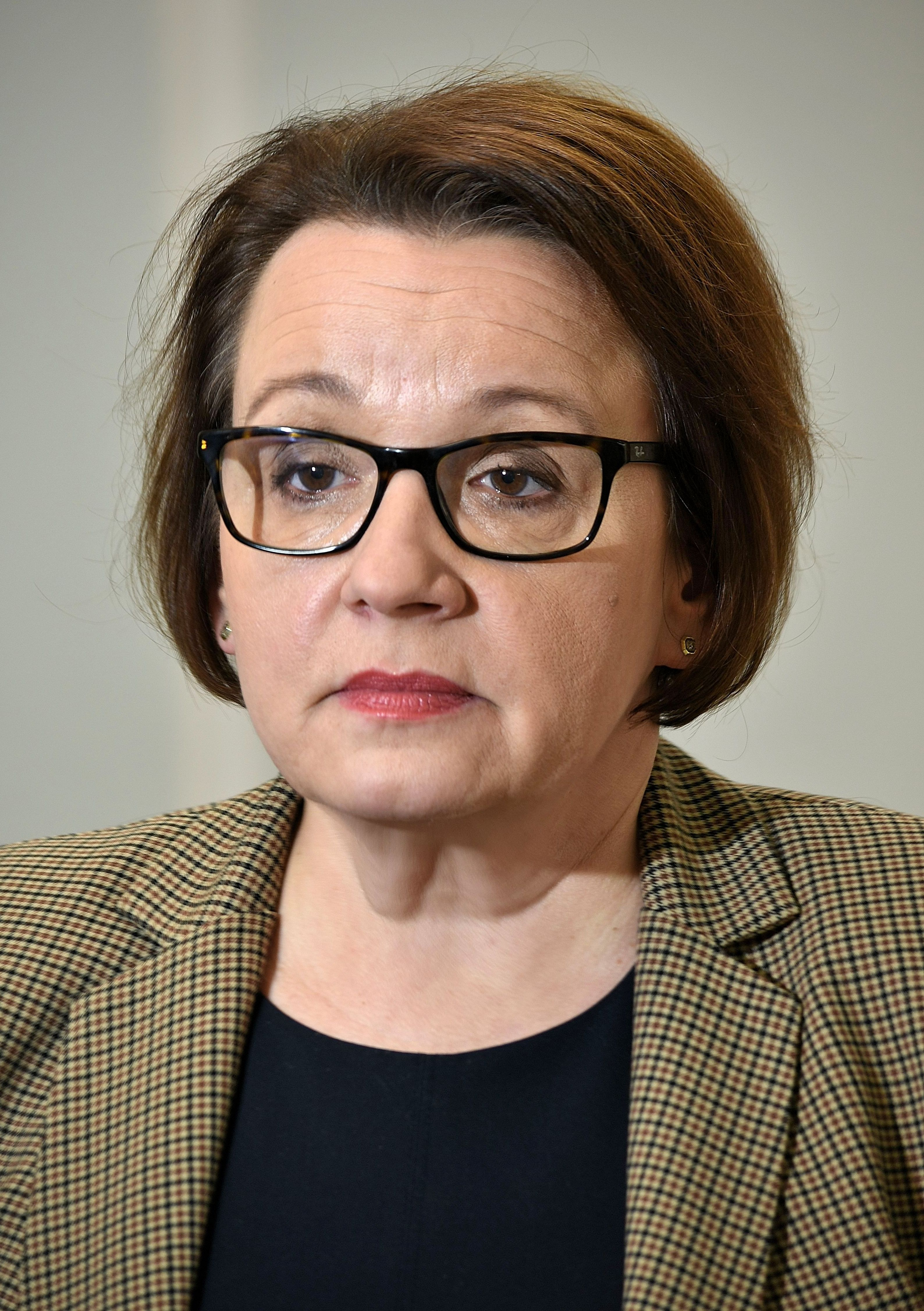
Anna Zalewska

Reforma systemu oświaty z 2017 roku – reforma struktury szkolnictwa, która została zrealizowana w Polsce od 1 września 2017 z inicjatywy minister edukacji narodowej w rządzie Beaty Szydło i rządzie Mateusza Morawieckiego – Anny Zalewskiej.

## Geneza reformy
Oficjalny dokument „Program Prawa i Sprawiedliwości 2014” zawierał zapowiedź wydłużenia liceum do lat czterech, a tym samym wygaszenie gimnazjów. Partia polityczna Prawo i Sprawiedliwość postuluje w swoim programie z 2014 roku m.in. powszechny i bezpłatny dostęp do edukacji przedszkolnej oraz wycofanie skutków reformy edukacji z 1999 – m.in. powrót 8-letniej szkoły podstawowej, 4-letniego liceum, 5-letniego technikum i likwidację gimnazjów. Według sondażu Instytut Badań Rynkowych i Społecznych IBRiS z 2015 roku 70% Polaków chciało likwidacji gimnazjów i powrotu do 8-letniej szkoły podstawowej. Krytycy reformy edukacji z 1999 roku wprowadzanej w ramach programu czterech reform opracowanego i wdrażanego przez rząd Jerzego Buzka i ówczesnego ministra edukacji narodowej Mirosława Handke, która doprowadziła po trzech latach jej wdrażania do przekształcenia obowiązującego od 1968 roku dwustopniowego systemu szkolnictwa w strukturę trzystopniową zarzucali m.in. wzrost agresji wśród uczniów i pojawienie się najbardziej agresywnych zachowań wśród młodzieży w wyniku powstania gimnazjów, zapominanie materiału przez uczniów, którego nauczyli się w szkole i problem z nauką nowego oraz marginalizację szkolnictwa zawodowego. Przeciwko ustawie wprowadzającej reformę z 1999 roku głosowali wtedy w Sejmie wszyscy ówcześni posłowie Polskiego Stronnictwa Ludowego, 35 posłów SLD, 6 posłów AWS-u, 1 poseł Unii Wolności i 1 poseł niezrzeszony, a w momencie jej wprowadzania w 1999 roku jednym z jej ówczesnych krytyków był pełniący wtedy funkcję prezesa Związku Nauczycielstwa Polskiego Sławomir Broniarz, który zorganizował wtedy okupację budynku Ministerstwa Edukacji Narodowej, strajki pracowników oświaty w 1999 roku i zebranie 230 tys. podpisów przeciwników reformy oraz zarzucał wtedy na łamach „Gazety Stołecznej”, że przyniesie ona wyłącznie chaos. Likwidację gimnazjów postulowała w swoim programie istniejąca w latach 2010–2013 partia polityczna Polska Jest Najważniejsza i powstała na jej bazie Polska Razem Jarosława Gowina, a w 2013 roku postulat ten sformułowała partia polityczna Sojusz Lewicy Demokratycznej oraz popierała koalicja wyborcza Zjednoczona Lewica.

## Założenia reformy
Docelowa struktura szkół obejmuje:
- 8-letnią szkołę podstawową

a następnie (do wyboru):
- 4-letnie liceum ogólnokształcące
- 5-letnie technikum

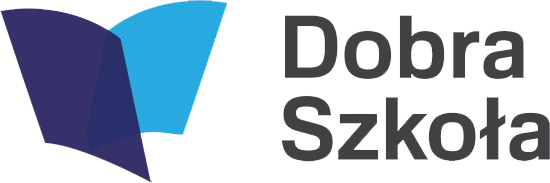
Logo „Dobra szkoła” będące znakiem marketingowym reformy oświaty

- 3-letnią szkołę branżową I stopnia
- 2-letnią szkołę branżową II stopnia.

Od roku szkolnego 2017/18 nie przeprowadza się rekrutacji do klas I dotychczasowego gimnazjum oraz zasadniczej szkoły zawodowej (przekształcanej w szkołę branżową I stopnia). 31 sierpnia 2019 roku był ostatnim dniem funkcjonowania tych szkół w ustroju szkolnym. Reforma została przeprowadzona na podstawie ustawy z dnia 14 grudnia 2016 roku – Prawo oświatowe i ustawy z dnia 14 grudnia 2016 roku – Przepisy wprowadzające ustawę – Prawo oświatowe. Ustawy zostały podpisane przez prezydenta Andrzeja Dudę dnia 9 stycznia 2017 roku i opublikowane w Dzienniku Ustaw 11 stycznia 2017 roku. MEN uruchomiło pod adresem http://reformaedukacji.men.gov.pl internetowy serwis informacyjny na temat reformy.

## Przygotowania
W roku szkolnym 2016/2017 weszły w życie zmiany, które Ministerstwo Edukacji Narodowej określa następująco:
- zniesienie obowiązku szkolnego dla 6-latków
- likwidacja sprawdzianu dla szóstoklasistów
- ograniczenie biurokracji
- uszczelnienie systemu dotacji dla szkół niepublicznych
- odwołanie od wyniku egzaminu maturalnego i egzaminu potwierdzającego kwalifikacje w zawodzie do niezależnego Kolegium Arbitrażu Egzaminacyjnego
- wdrożenie pilotażu szerokopasmowego internetu dla szkół
- zmiana rozporządzenia dotyczącego sklepików szkolnych
- uruchomienie Zintegrowanego Systemu Kwalifikacji
- ujednolicenie gratyfikacji dla nauczycieli, którzy uzyskali tytuł profesora oświaty
- wprowadzenie centralnego rejestru orzeczeń dyscyplinarnych dla nauczycieli.

## Historia reformy
27 października 2017 roku Sejm RP uchwalił ustawy o finansowaniu zadań oświatowych i o Ogólnopolskiej Sieci Edukacyjnej. Ustawa o finansowaniu zadań oświatowych reguluje m.in. zasady finansowania szkół w Polsce oraz ma na celu uporządkowanie dotychczasowych rozwiązań w tym zakresie i wprowadzenie nowych m.in. w zakresie: dotacji przedszkolnej, dotacji podręcznikowej, dotacji z budżetów jednostek samorządu terytorialnego, subwencji oświatowej, finansowania świadczeń o charakterze socjalnym, a także w zakresie czasu pracy nauczycieli, awansu zawodowego oraz oceny pracy, uprawnień związanych z rodzicielstwem, urlopów. Ustawa o Ogólnopolskiej Sieci Edukacyjnej natomiast dotyczy utworzenia oraz określenia celów i źródeł finansowania Ogólnopolskiej Sieci Edukacyjnej, będącej publiczną siecią telekomunikacyjną, za pomocą której operator tej sieci będzie dostarczał szkołom podstawowym i ponadpodstawowym usługi szerokopasmowego dostępu do Internetu oraz usługi szeroko pojętego bezpieczeństwa sieciowego i teleinformatycznego. Ustawa z dnia 27 października 2017 r. o Ogólnopolskiej Sieci Edukacyjnej weszła w życie 13 grudnia 2017 roku, natomiast ustawa z dnia 27 października 2017 r. o finansowaniu zadań oświatowych weszła w życie 1 stycznia 2018 roku.

## Akty prawne wprowadzające reformę
- Ustawa z dnia 14 grudnia 2016 r. – Prawo oświatowe (Dz.U. z 2025 r. poz. 1043)
- Ustawa z dnia 14 grudnia 2016 r. – Przepisy wprowadzające ustawę – Prawo oświatowe (Dz.U. z 2017 r. poz. 60, ze zm.)
- Ustawa z dnia 27 października 2017 r. o finansowaniu zadań oświatowych (Dz.U. z 2025 r. poz. 439)
- Ustawa z dnia 27 października 2017 r. o Ogólnopolskiej Sieci Edukacyjnej (Dz.U. z 2024 r. poz. 1768)
- Rozporządzenie Ministra Edukacji Narodowej z dnia 14 lutego 2017 r. w sprawie podstawy programowej wychowania przedszkolnego oraz podstawy programowej kształcenia ogólnego dla szkoły podstawowej, w tym dla uczniów z niepełnosprawnością intelektualną w stopniu umiarkowanym lub znacznym, kształcenia ogólnego dla branżowej szkoły I stopnia, kształcenia ogólnego dla szkoły specjalnej przysposabiającej do pracy oraz kształcenia ogólnego dla szkoły policealnej (Dz.U. z 2017 r. poz. 356)[24]
- Rozporządzenie Ministra Edukacji Narodowej z dnia 30 stycznia 2018 r. w sprawie podstawy programowej kształcenia ogólnego dla liceum ogólnokształcącego, technikum oraz branżowej szkoły II stopnia (Dz.U. z 2018 r. poz. 467)

## Krytyka reformy, reforma w mediach
Zmiany w edukacji stały się obiektem krytyki w niektórych mediach i ze strony niektórych polityków opozycji. Wskazywano, że materiał wprowadzany wcześniej przez 3 lata gimnazjum obecnie nauczany jest przez 2 ostatnie lata szkoły podstawowej, co naraża uczniów na nadmierny wysiłek i stres, jak również powoduje przepełnienie szkół. Wśród krytyków reformy pojawiał się też argument, że likwidacja gimnazjów to próba zniszczenia systemu wyrównania szans uczniom z mniejszych miejscowości. Przed i po wprowadzeniu reformy miało miejsce wiele protestów przeciwników reformy. Od początku do reformy edukacji krytycznie odnosiła się część opozycji parlamentarnej (Platforma Obywatelska, Nowoczesna, Polskie Stronnictwo Ludowe), część związków zawodowych (ZNP) i stowarzyszenie Nie dla chaosu w szkole. Krytycy sceptycznie odnosili się też do cofnięcia sześciolatków do przedszkoli, których jednym z argumentów był fakt, że w 24 krajach w Europie obowiązek szkolny jest realizowany pomiędzy 4. a 6. rokiem życia. Założyciel i lider ruchu Kukiz’15 Paweł Kukiz zaapelował 24 kwietnia 2017 roku do prezydenta RP Andrzeja Dudy o zarządzenie referendum ws. reformy edukacji. Z inicjatywą przeprowadzenia referendum wystąpił także Związek Nauczycielstwa Polskiego. 20 kwietnia 2017 roku obywatelska inicjatywa referendalna promowana i popierana przez Związek Nauczycielstwa Polskiego i opozycję parlamentarną złożyła w Sejmie ponad 910 500 podpisów pod obywatelskim wnioskiem o przeprowadzenie referendum ogólnokrajowego ws. reformy edukacji. Wniosek o przeprowadzenie referendum został 19 lipca 2017 roku skierowany do pierwszego czytania, a 20 lipca 2017 w drugim czytaniu Sejm głównie głosami posłów klubu Prawa i Sprawiedliwości odrzucił wniosek o przeprowadzenie referendum ws. reformy systemu oświaty, które miałoby się odbyć 17 września 2017 roku. Według sondażu CBOS z marca 2017 roku za reformą opowiadało się 57 proc. ankietowanych, przeciwko 24 proc., jednocześnie na pytanie, czy zmiany w edukacji budzą nadzieje czy obawy: 34 proc. wskazało, że nadzieje, 31 proc. – że zarówno nadzieje, jak i obawy, a 27 proc., że obawy, a wśród osób wyrażających obawy jest minimalnie więcej rodziców posiadających dzieci w wieku do 18 lat (32 proc. wobec 30 proc.).
Krytycy reformy edukacji zarzucają:
- Brak podręczników

Szybkie zmiany w podstawach programowych skutkowały tym, że na początku roku szkolnego 2017/2018 w niektórych szkołach brakowało podręczników. Według minister edukacji narodowej Anny Zalewskiej odpowiedzialność za to ponoszą dyrektorzy szkół, którzy jej zdaniem spóźniają się z zamówieniami. Według Agnieszki Mallek, rzecznika wydawnictwa Nowa Era, sygnały o braku podręczników mogą pojawiać się jedynie ze strony pojedynczych szkół i są spowodowane tym, że „niektóre szkoły zamawiają podręczniki dopiero we wrześniu”.
- Utajnienie nazwisk twórców podstawy programowej

MEN utajnił ponad 170 nazwisk osób pracujących nad stworzeniem nowych podstaw programowych. W październiku 2016 roku na stronie Ministerstwa ujawnił jedynie, kim są liderzy zespołów roboczych. Minister Anna Zalewska twierdziła, że osoby pracujące w zespołach miały znikomy wpływ na ostateczny kształt podstaw. Pierwszy niekorzystny dla MEN wyrok sądowy zapadł we wrześniu 2017 roku. Wtedy Wojewódzki Sąd Administracyjny przychylił się do skargi fundacji Przestrzeń dla Edukacji, która podkreślała, że autorzy podstaw programowych działają w sferze publicznej, a nie prywatnej, dlatego ich nazwiska powinny być znane. Minister, pomimo wyroku sądu, nie ujawniła nazwisk twórców podstawy programowej, bojąc się, że będą nękani.
- Osłabienie samorządu

Jeszcze w grudniu 2015 roku ustawowo wzmocniono rolę kuratorów oświaty, którzy mogą przejąć całkowitą kontrolę nad szkołami, powoływać dyrektorów i omijać decyzyjność samorządów.
- Podwójny rocznik

Z powodu reformy edukacji w 2019 roku do pierwszej klasy liceum przyszły jednocześnie dwa roczniki, czyli łącznie 700 tys. uczniów. Według Ministerstwa Edukacji Narodowej uczniowie mieli funkcjonować w odrębnych oddziałach. Ministerstwo przygotowało też kampanię informacyjną dla rodziców i uczniów klas ósmych oraz trzecich gimnazjów, którzy w 2019 r. walczyli o miejsca w szkołach średnich. W mediach pojawiły się obawy o dostępność miejsc oraz nadmierne zatłoczenie w liceach. Znacznie większa liczba chętnych w stosunku do liczby dostępnych miejsc wiązała się ze zwiększeniem wymagań, w najlepszych liceach większość miejsc (a niekiedy nawet wszystkie dostępne miejsca) zajęli wyłącznie laureaci olimpiad. Niektórzy laureaci olimpiad i konkursów nie dostali się do wybranych szkół. By uniknąć problemu zatłoczenia, niektóre szkoły planowały między innymi wprowadzenie na korytarzach ruchu jednokierunkowego. Proponenci reformy widzieli w braku miejsc w liceach szansę na polepszenie sytuacji szkół branżowych (dawniej zawodowych), do których wcześniej zgłaszało się niewielu chętnych, licząc na podniesienie poziomu tych placówek wskutek napływu lepszych uczniów.
- Nadrabianie programu

Według ówczesnego Rzecznika Praw Dziecka Marka Michalaka powołującego się na listy, jakie otrzymywał od zaniepokojonych rodziców uczniów, dzieci w siódmej klasie podstawowej muszą nadrobić 3-letni program gimnazjalny w dwa lata w szkole podstawowej.
- Likwidacja „godzin karcianych”

Zostały zlikwidowane dodatkowe dwie godziny w tygodniu, w ramach których – według ZNP – zdolni uczniowie mogli liczyć na zajęcia rozwijające ich umiejętności, słabi – na lekcje wyrównawcze.
- Zwolnienia nauczycieli

Według danych podanych przez prezesa Związku Nauczycielstwa Polskiego Sławomira Broniarza w wyniku pierwszej fali 6,5 tysiąca nauczycieli zostało zwolnionych, a ponad 18,5 tysiąca nauczycieli przeszło w stan spoczynku bądź pracowało w kilku szkołach.
- Brak psychologa

Według „Gazety Wyborczej” od września szkoły nie świadczą pomocy psychologiczno-pedagogicznej uczniom. Tysiące dzieci zostało bez wsparcia.
- Brak finansowania

Według informacji podanych przez stację telewizyjną TVN24 nastąpiło obcięcie 40% finansowania na nauczanie domowe.
- Naruszenia zasad konstytucyjnych

W prawniczej literaturze naukowej twierdzi się, że reforma została wprowadzona z naruszeniem niektórych zasad stanowienia prawa wywodzonych z art. 2 Konstytucji RP - zasady zaufania do państwa i prawa, ochrony interesów w toku i odpowiedniego vacatio legis.

## Skutki reformy

### Ogólne skutki reformy
1 września 2019 roku gimnazja powstałe w wyniku reformy systemu oświaty w 1999 roku po 20 latach funkcjonowania zostały zlikwidowane. 31 sierpnia 2019 roku był ostatnim dniem ich funkcjonowania w ustroju szkolnym. Ostatnie roczniki klas w latach 2017–2019 były nazywane „oddziałami gimnazjalnymi”. Ostatnim rocznikiem uczniów, który chodził do gimnazjum był rocznik 2003.

### Rekrutacja do szkół i reakcja części samorządowców
Do żadnej ze szkół średnich na skutek reformy w tzw. pierwszej rekrutacji nie dostało się:
- w Warszawie 3173 uczniów[46][47],
- w Krakowie 2569 absolwentów[48],
- w Poznaniu 3410 uczniów[49]
- w Gdańsku 1215 absolwentów[50],
- w Kielcach 432 uczniów[51],
- w Rzeszowie około 1000 absolwentów[52],
- w Lublinie 603 uczniów[53],
- w Białymstoku 956 absolwentów[54],
- w Olsztynie ponad 800 uczniów[55],
- w Szczecinie 871 absolwentów[56],
- w Toruniu 767 uczniów[57],
- w Bydgoszczy 520 absolwentów[58],
- w Łodzi 460 uczniów[59],
- we Wrocławiu 1618 absolwentów[59].

W maju 2019 roku 10 polskich samorządów wezwało rząd Rzeczypospolitej Polskiej do zapłaty rekompensaty za koszty poniesione wskutek deformy edukacji:
- Białystok wezwał do zapłaty ponad 2,142 mln zł,
- Bydgoszcz – 3,479 mln zł,
- Gdańsk – 3,028 mln zł,
- Kraków – 4,318 mln zł,
- Lublin – 2,752 mln zł,
- Łódź – 2,431 mln zł,
- Poznań – 9,501 mln zł,
- Rzeszów – 8,438 mln zł,
- Warszawa – 56,589 mln zł,
- Wrocław – 10,773 mln zł.

### Opinie o skutkach reformy
Zdaniem Adama Bodnara, ówczesnego rzecznika praw obywatelskich, tak zwana reforma edukacji może rzutować na całe przyszłe życie i spowodować pogłębienie się różnic społecznych. Ponadto rzecznik stwierdził, że wątpliwości władz samorządowych, ekspertów instytucji zajmujących się edukacją, były ignorowane.
Wiceminister edukacji, Andrzej Stanisławek, zasugerował uczniom, którzy nie zostali przypisani do żadnej ze szkół, aby poszukali odpowiedniej szkoły za granicą. Po wielu negatywnych opiniach wiceminister podał się do dymisji.
Zdaniem Dariusza Piontkowskiego odpowiedzialność za chaos w polskich szkołach spada na samorządy. Według sondażu Kantar dla Faktów TVN i TVN24 56% badanych uważa, że za skutki reformy odpowiedzialny jest rząd, innego zdania jest 25% osób, zdaniem których odpowiedzialność spada na samorządy.
Rafał Trzaskowski, prezydent miasta stołecznego Warszawy stwierdził, że PiS zmarnował marzenia wielu dzieciaków. Ponadto zdaniem Trzaskowskiego mówienie, że samorządy nic nie zrobiły, jest bezczelnością.
Anna Zalewska, ówczesna minister Edukacji Narodowej w trakcie uchwalania reformy stwierdziła, że chaos w szkolnictwie spowodowany jest między innymi decyzją Rafała Trzaskowskiego, który to pozwolił składać uczniom papiery aż do dwudziestu szkół. W wywiadzie z Onet.pl była minister Edukacji Narodowej podtrzymała swoją opinię, jakoby reforma była zaplanowana i policzona.
W niektórych szkołach ponadpodstawowych zajęcia wychowawczo–dydaktyczne kończyły się w godzinach wieczornych.

## Raport Najwyższej Izby Kontroli

### Finanse
W maju 2019 roku Najwyższa Izba Kontroli opublikowała raport na temat zmian w systemie oświaty, jakie dokonały się za sprawą reformy z 1 września 2017 roku. Zauważono, iż była to najgruntowniejsza i najszybciej przeprowadzona zmiana w historii polskiego szkolnictwa od 1999 roku, czyli wprowadzenia gimnazjów. Raport zarzuca Ministerstwu Edukacji, iż reforma została wprowadzona w sposób nierzetelny. Nierzetelności pojawiły się już na etapie planowania reformy. Błędnie oceniono finansowe i organizacyjne skutki wprowadzanych zmian. Ministerstwo zakładało, iż reforma będzie finansowana z części oświatowej subwencji ogólnej oraz budżetu samorządów. Tymczasem pomiędzy 2014 a 2017 rokiem wydatki jednostek samorządu terytorialnego, odpowiedzialnych za realizacje zadań oświatowych wzrosły o ponad 12 procent, z kolei kwoty subwencji oświatowych wzrosły jedynie o 6 procent. W tym samym okresie, udział subwencji oświatowej w wydatkach samorządowych przeznaczonych na zadania oświatowe spadł z 63 procent do 60 procent. Autorzy reformy założyli, iż średni koszt kształcenia w przeliczeniu na jednego ucznia spadnie, tym czasem wzrósł on pomiędzy 2016 a 2018 rokiem o 6,4 procenta. Zdaniem samorządów, odpowiedzialne za ten stan rzeczy są wydatki związane z podwyżkami dla nauczycieli. Kolejnym błędnym zdaniem NIK założeniem MEN, były przewidywania Ministerstwa, związane z oszczędnościami jakie miały mieć gminy, związane z ograniczeniem dowożenia dzieci do szkół po likwidacji gimnazjów. Planowano, iż w latach 2017–2018 samorządy oszczędziły by blisko 82 mln zł. W praktyce, wydatki gmin na finansowanie dowożenia dzieci do szkół, w tym samym okresie wzrosły o ponad 67 mln zł. Ministerstwo twierdziło, iż samorządy dostaną wsparcie finansowe ze środków przyznawanych z rezerwy części oświatowej subwencji ogólnej. Wsparcie owo było jednak ograniczone progami kwotowymi. Polegało to na tym, iż wnioski o dofinansowanie w kwocie do 50 tys. zł, były realizowane w całości. Wnioski o dofinansowanie na sumę pomiędzy od 50 tys. zł do 125 tys. zł były realizowane do kwoty 50 tys. zł. Wnioski o dofinansowanie o ponad 125 tys. zł, były realizowane jedynie do 40 procent wnioskowanej kwoty, nie więcej jednak niż 300 tys. zł. Konsekwencją takiego rozwiązania było zaspokojenie potrzeb samorządów jedynie w 38,5 procentach.

### Podwójny rocznik
Efektem edukacyjnej reformy było wystąpienie tzw. podwójnego rocznika. W roku szkolnym 2019/2020, do klas pierwszych szkół ponadpodstawowych i ponadgimnazjalnych udało się ponad 705 tys. uczniów. Oznacza to, iż szkoły ponadgimnazjalne i ponadpodstawowe zostały postawione w sytuacji przyjęcia blisko 370 tys. więcej uczniów niż dotychczas. Zdaniem Najwyższej Izby Kontroli, Ministerstwo Edukacji nie przeprowadziło rzetelnych analiz możliwości szkół w zakresie wchłonięcia takiej liczby uczniów. MEN przeanalizował dostępność sal lekcyjnych jedynie z 13 procent szkół, samodzielnych liceów ogólnokształcących, pomijając w swoich analizach technika, szkoły branżowe I stopnia oraz szkoły funkcjonujące w zespołach. W efekcie odnotowano przypadki rozpoczynania obowiązkowych zajęć o godzinie 07:10 a kończenia o 18:15. Szkoły zostały zmuszone do wygospodarowywania dodatkowej przestrzeni dla uczniów. W efekcie część zajęć odbywała się na korytarzach szkolnych, zmniejszano powierzchnię świetlic. Skutkiem wprowadzonych zmian, warunki nauczania w ponad 34 procentach szkół pogorszyły się, a w 56 procentach szkół, nie poprawiły się. Wiele szkół zostało zmuszonych do ograniczenia liczby zajęć pozalekcyjnych.

### Dalsze zastrzeżenia
NIK zwrócił uwagę na nieprawidłowości w pracach komisji rekrutacyjnych, odrębnych dla absolwentów gimnazjum i absolwentów szkoły podstawowej. W postępowaniu rekrutacyjnym, dużą rolę odgrywały oceny jakie uczniowie uzyskali na świadectwach ukończenia szkół. Tymczasem NIK zauważa, iż w polskim systemie edukacji nie ma jednolitego, a przez to porównywalnego systemu oceniania ucznia pomiędzy szkołami. W zależności od szkoły i rejonu kraju, opanowanie wymaganego materiału w połowie, może zostać ocenione jako dopuszczające, dostateczne lub dobre. W opinii NIK, do dalszych nierzetelności doszło w trakcie przygotowania nowych podstaw programowych. Jedynie 20 procent ekspertów biorących udział w ich tworzeniu posiadało rekomendacje instytucji oświatowych. Pozostałych wybrał Minister.

### Stanowisko Ministerstwa Edukacji Narodowej
Do raportu NIK odniosło się Ministerstwo Edukacji Narodowej. W odpowiedzi, podkreślono, iż dokonano rzetelnych analiz dotyczących możliwości przyjęcia przez szkoły dodatkowych uczniów szkół podstawowych i gimnazjów. Analizy MEN wykazały, iż nie będzie nauki na zmiany w szkołach ponadpodstawowych i ponadgimnazjalnych, albo wystąpi w marginalnym zakresie. Podkreślano zapewnienie przez rząd finansowego wsparcia samorządów we wprowadzaniu reformy oświaty przekazując w 2017 roku około 53 mln zł, a w 2018 roku – 81 mln złotych. W latach 2017–2018 samorządy otrzymały dodatkowe 30,5 mln zł przeznaczone na wyposażenie dodatkowych pomieszczeń, jakie szkoły musiały wygospodarować dla dodatkowych uczniów. MEN przewiduje dalsze finansowanie, mające wesprzeć szkoły w realizacji podstawy programowej. Zdaniem MEN wydatki oświatowe stanowią coraz mniejszą część wydatków samorządów a ich ogólna sytuacja finansowa nie pogorszyła w związku z finansowaniem zadań oświatowych w czasie wdrażania reformy edukacji. Ministerstwo twierdzi, iż analiza wydatków na oświatę, jakie ponoszą gminy, tylko w odniesieniu do subwencji oświatowej, jednego ze źródeł dochodów samorządów, jest nieuzasadnione i mylące.

## Reforma w kulturze masowej
Kwestię reformy oświaty poruszono w serialu kabaretowym Ucho Prezesa.